# Blows Against the Empire
Blows Against the Empire é um álbum conceitual de Paul Kantner e outros músicos, sendo o primeiro álbum lançado sob nome Jefferson Starship.
A partir de 1965, Kantner já havia gravado cinco álbuns de estúdio com o Jefferson Airplane, mas a desintegração da banda ocorreu logo após, incluindo a saída do baterista Spencer Dryden e uma disputa entre Marty Balin e o resto da banda que resultou na saída de Marty em 1971. Em 1970 o Airplane lançou somente um single, e Kantner aproveitou o hiato do grupo para trabalhar em um álbum solo, Blows Against the Empire.
O álbum foi gravado em São Francisco por Kantner e outros músicos, incluindo diversos integrantes do Jefferson Airplane tais como Grace Slick.

## Faixas

### Lado um
1. "Mau Mau (Amerikon)" - 6:37 (Paul Kantner / Grace Slick / Joey Covington)
2. "The Baby Tree" - 1:44 (Rosalie Sorrels)
3. "Let's Go Together" - 4:23 (Paul Kantner)
4. "A Child Is Coming" - 6:19 (Paul Kantner / Grace Slick / David Crosby)

### Lado B - "Blows Suite"
1. "Sunrise" - 1:53 (Grace Slick)
2. "Hijack" - 8:17 (Paul Kantner / Grace Slick / Marty Balin / Gary Blackman)
3. "Home" - 0:36 (Paul Kantner / Phil Sawyer / Graham Nash)
4. "Have You Seen the Stars Tonite?" - 3:42 (Paul Kantner / David Crosby)
5. "X-M" - 1:24 (Paul Kantner / Phil Sawyer / Jerry Garcia / Mickey Hart)
6. "Starship" - 7:07 (Paul Kantner / Grace Slick / Marty Balin / Gary Blackman)

### Faixas bônus para CD
1. "Let's Go Together" (letra alternativa) - 4:22
2. "Sunrise" (acústico com Grace Slick) - 1:21
3. "Hijack" (acústico com Paul Kantner) - 7:02
4. "SFX" (efeitos de guitarra usados em "Starship") - 2:04
5. "Starship" (ao vivo) - 13:04

## Integrantes
- Paul Kantner - vocal, banjo, guitarra e baixo
- Grace Slick - vocal e piano
- Peter Kaukonen - guitarra
- Joey Covington - bateria, congas
- Jerry Garcia - banjo
- Bill Kreutzmann - bateria
- David Crosby - guitarra e vocal
- Jack Casady - baixo
- Graham Nash - congas e vocal
- Phil Sawyer - efeitos de som
- Mickey Hart - percussão
- David Freiberg - vocal
- Harvey Brooks - baixo